# Tesla Model Y
Tesla Model Y — компактний електричний кросовер (SUV), що виробляє компанія Tesla Inc. Авто виконано на тій же платформі, що і Model 3, хоч і більш схоже на зменшену Model X. Випускатиметься у наступних трьох модифікаціях: стандартний пробіг; довгий пробіг з одним двигуном, або з подвійним мотором і повним приводом; Performance. Остання модифікація здатна проїжджати на одному заряді 507км, має максимальну швидкість 233км/год та розганяється до 100км/год за 3,5с.
Перші відвантаження Model Y клієнтам у США розпочалися у березні 2020 року, через рік після її презентації. Це були «просунуті» модифікації. Стандартні надійшли у продаж у 2021 році. Випуском цієї моделі Ілон Маск сформував лінійку електрокарів, про яку вже давно жартує: абревіатура із назв випущених моделей складе слово S3XY (на жаль, термін «Model E» вже запатентовано іншим виробником, тому довелося обмежитися цифрою «3», як найбільш схожою на літеру «E»).
У першому кварталі 2023 року Tesla Model Y став найбільш продаваним автомобілем у світі, відсунувши Toyota Corolla на друге місце.

## Історія

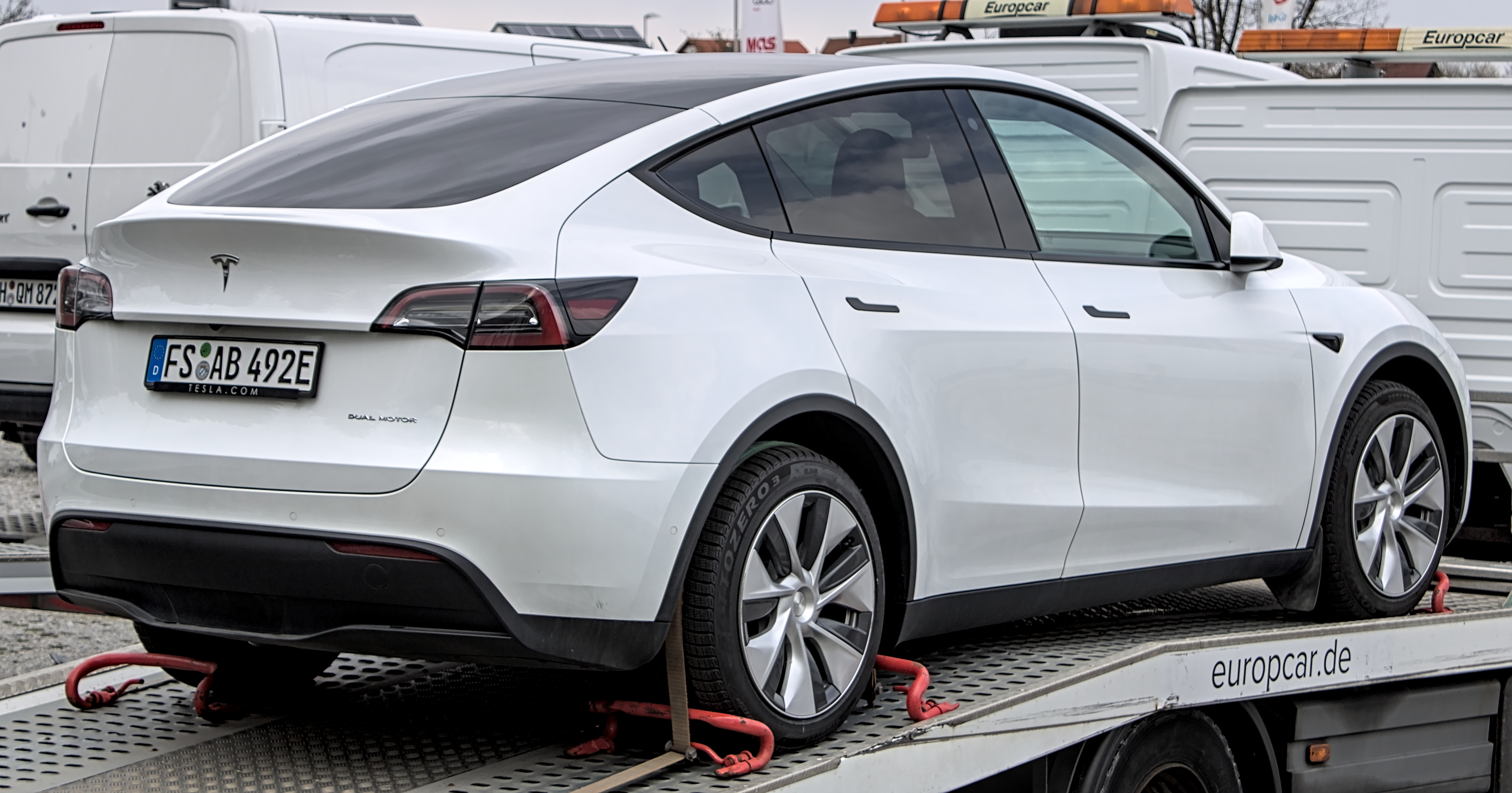
Tesla Model Y (2020–2025)

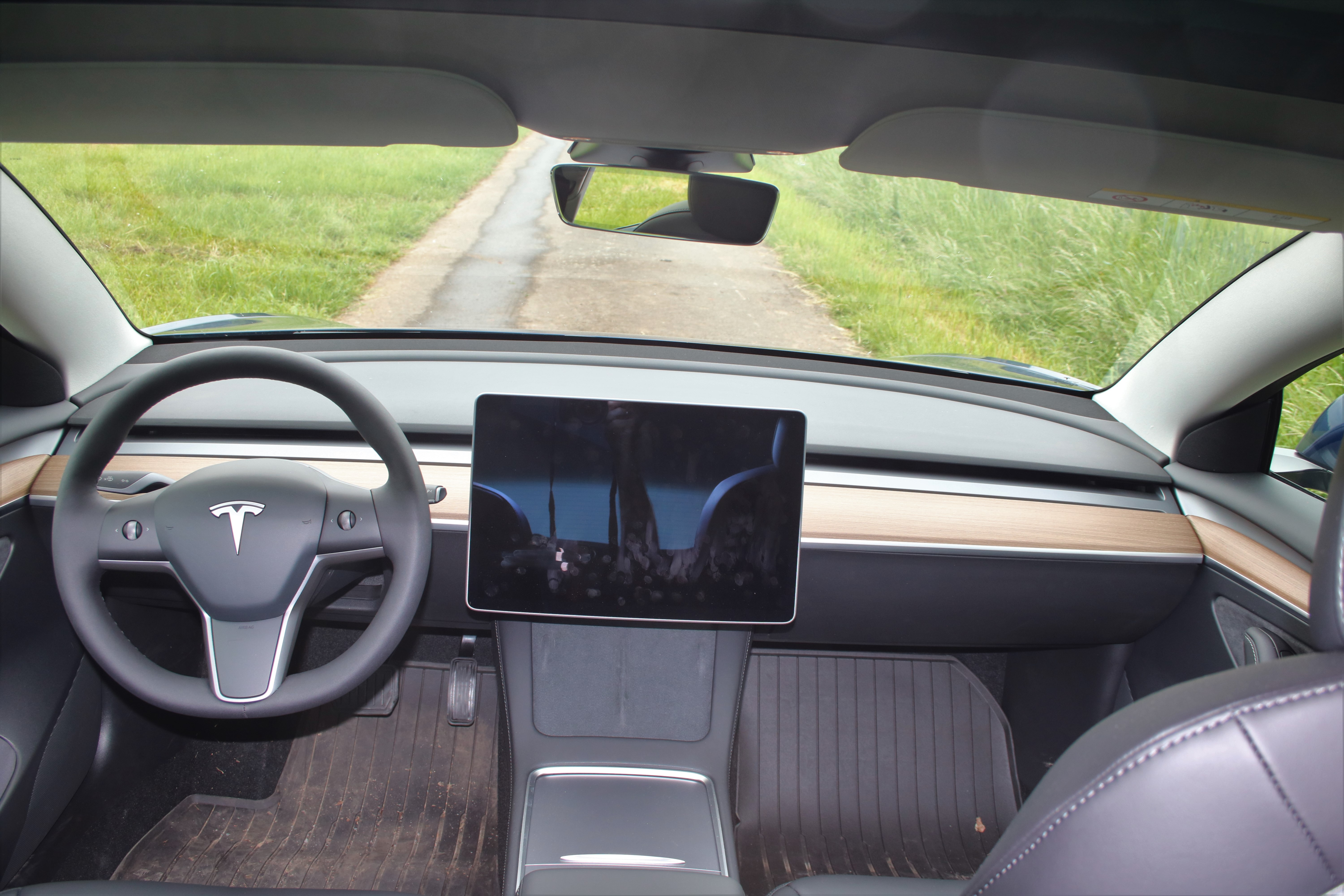
Tesla Model Y (2020―2025)

Перші згадки про Model Y датуються 2013, а потім 2015 роками. Авто могло бути представлено ще у 2018 році, але завадили проблеми із виробництвом Model 3. У червні 2018 Маск заявив: «У Model Y не буде використовуватися шкіра, навіть на кермі… Це якщо у неї буде кермо».
3 березня 2019 року Маск повідомив деякі характеристики машини, підтвердивши, що вона матиме стандартні двері, а не у формі «крил чайки». Її урочиста презентація відбулася 14 березня 2019 року у місті Готорн (Каліфорнія). Серійний випуск передбачається у 2021 році, ціни плануються від 42,7 тисячі доларів.
У вересні 2020 року підтверджено інформацію, що завдяки використанню потужного пресу вдається отримувати штампування задньої частини авто, кожна з яких раніше складалася із 79 окремих частин. Це на 40% зменшує вартість їх виробництва.
На початку 2023 року Tesla прибрала ультразвукові датчики паркування. Функції автоматичного паркування, які покладаються лише на камеру, виявилися ненадійними.

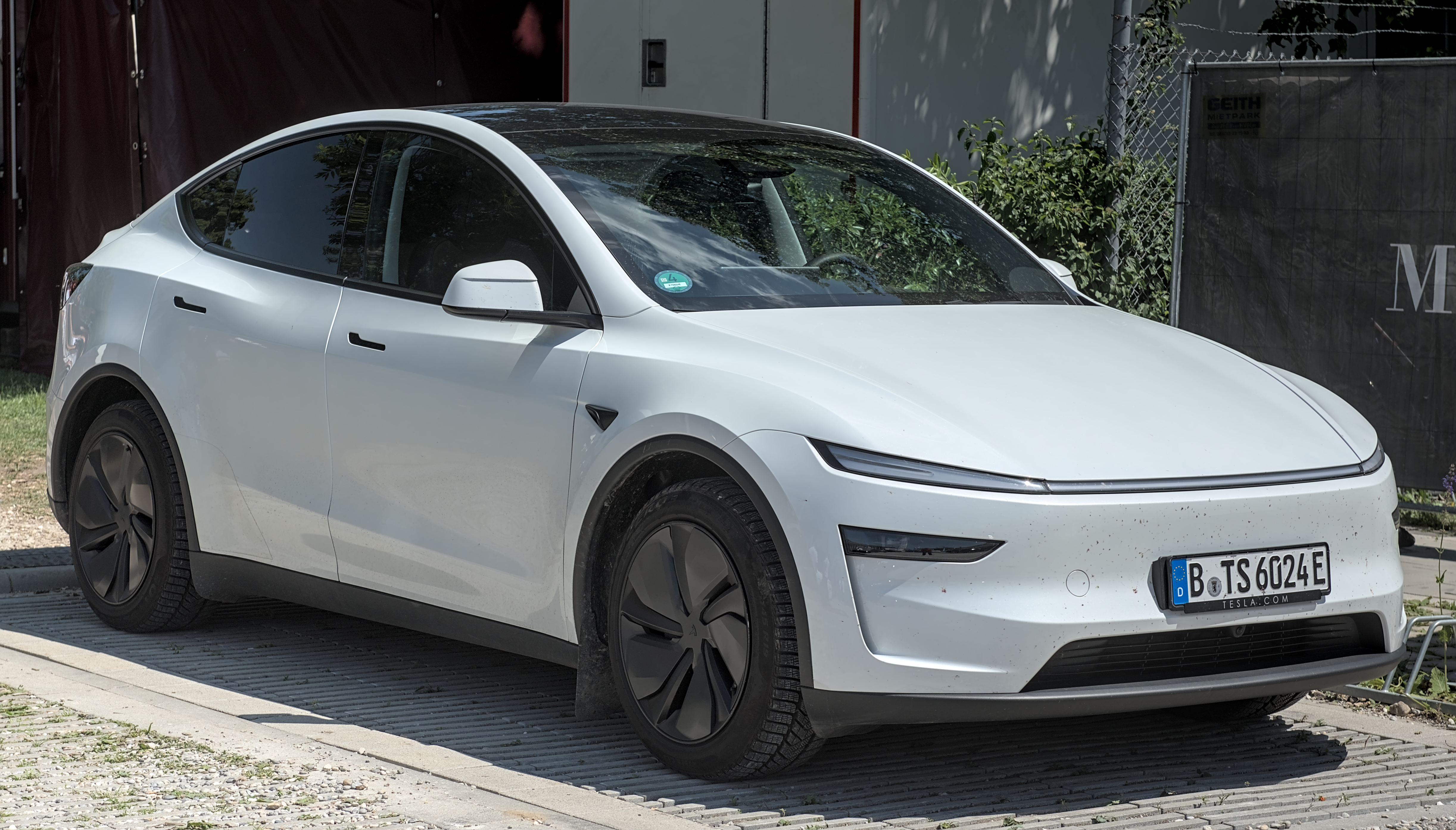
Tesla Model Y (з 2025)

10 січня 2025 року Tesla випустила оновлену версію Model Y у Китаї, поставки якої почалися в березні. Нова Model Y оснащена світловою смугою повної ширини як фарою та заднім ліхтарем, а також сенсорним екраном для пасажирів на задньому сидінні. Запас ходу – у діапазоні 450-550 км або навіть до 719 км, якщо вірити китайській сертифікації. 

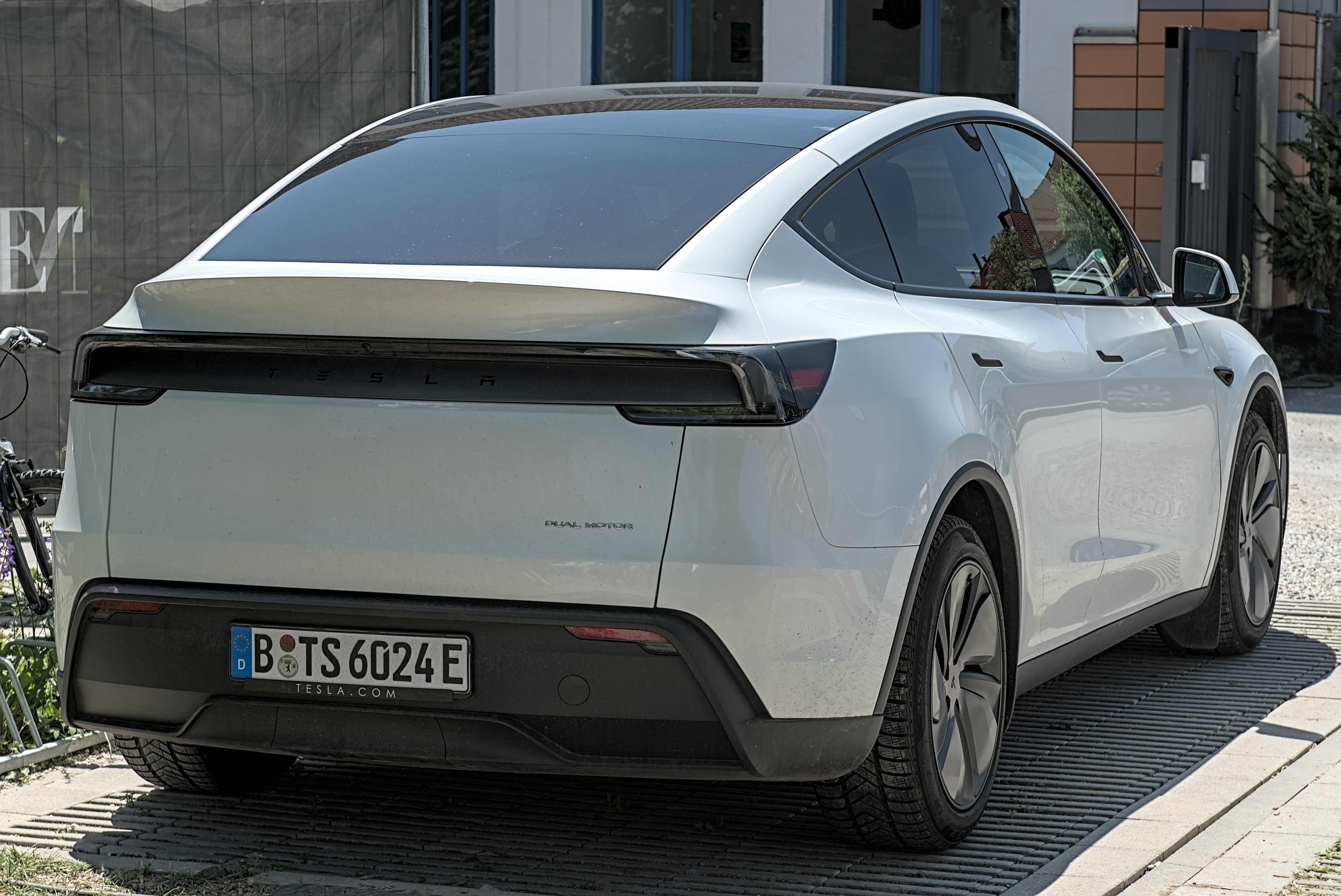
Tesla Model Y (з 2025)

## Технічні особливості
В автомобілі наявний літій-іонний багатосекційний акумуляторний блок з радіаторним охолодженням місткістю 75 кВт*год.

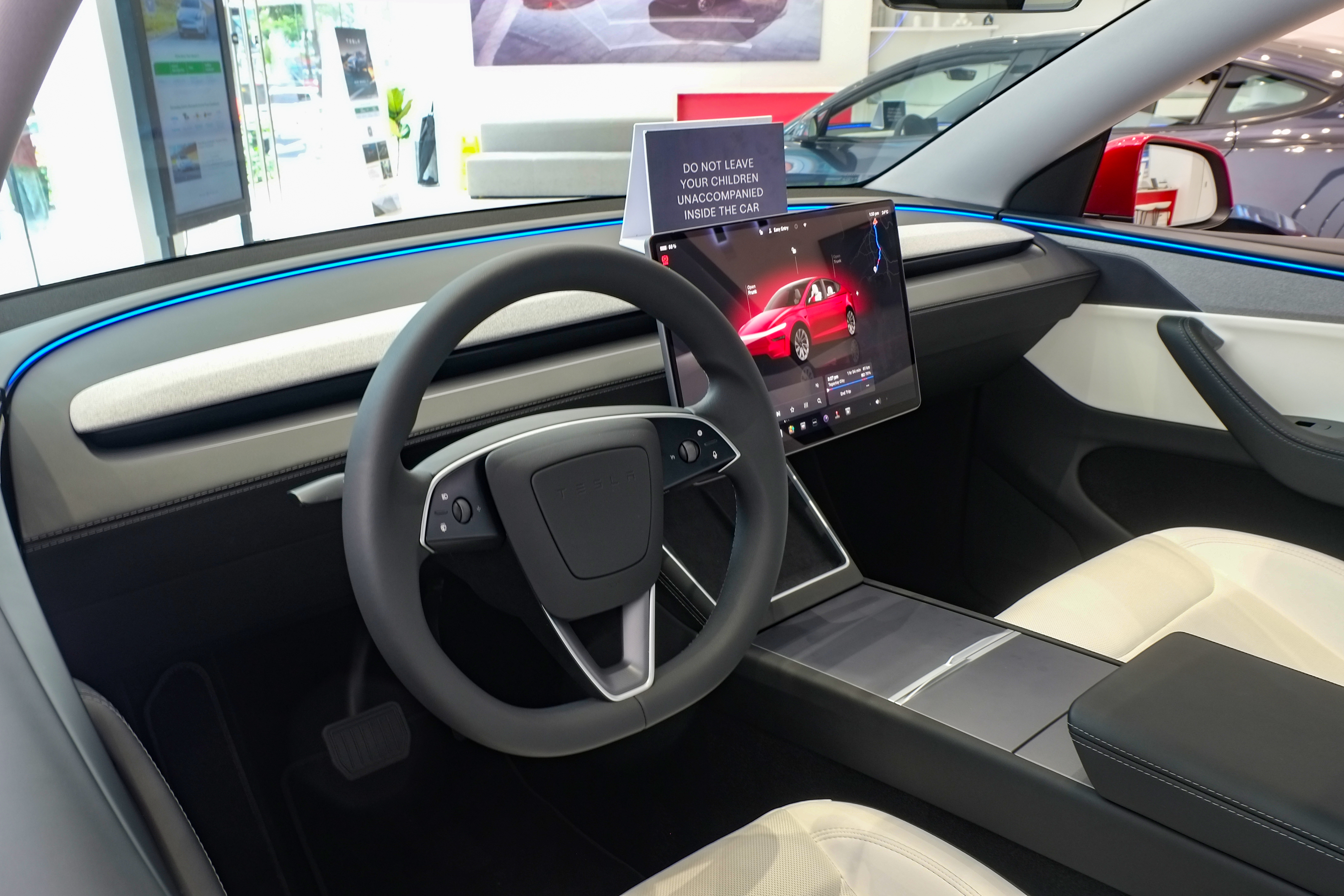
Tesla Model Y (з 2025)

Авто обладнане пятьма сидіннями, розташованими у два ряди. Останній ряд може складатися, збільшуючи простір багажника. Можливий об'єм багажу — 1,87м3. Дах — повністю скляний, із захистом від ультрафіолетового та інфрачервоного випромінювання. Коефіцієнт лобового опору — 0,23. Дисплей керування — 15". 15 хвилин заряджання на Tesla Supercharger — і авто може проїхати 254км.
Також, безперечно, можна буде замовити Tesla Autopilot нового покоління, здатний повністю брати на себе керування автомобілем. Він передбачає радар, що спрацьовує зі 160м, 12 сенсорів та 8 камер, які охоплюють усі 360°.
Tesla Model Y 2024 доступна в трирядній конфігурації з сімома місцями.

## Модифікації
| Батарея                           | Стандартний пробіг (Standard Range) | Довгий пробіг (Long Range) | Довгий пробіг (Long Range) | Довгий пробіг (Long Range) |
| Привод                            | задній привод                       | задній привод              | повний привод              | Performance                |
| Базова ціна (США), $тис.          | 39                                  | 48                         | ~50                        | ~60                        |
| Потужність к.с.                   | 204                                 | 271                        | 345                        | 450                        |
| Пробіг на одному заряді (EPA), км | 370                                 | 483                        | 509                        | 468                        |
| Розгін до 97 км/год, с            | 5,9                                 | 5,5                        | 4,8                        | 3,5                        |
| Максимальна швидкість, км/год     | 193                                 | 209                        | 217                        | 249                        |
| Доставка (США), рік               | весна 2021                          | березень 2020              | березень 2020              | березень 2020              |

## Безпека
На краш-тесті в Китаї, де зіткнули Tesla Model Y та Volkswagen ID.6 Crozz, Model Y зазнала значних пошкоджень на відміну від ID.6 Crozz.

## В Україні
Українська компанія ElectroCars планує завезти цю модель в Україну першою у Європі, у кінці 2020 року.

## Продажі
| Рік  | Європа  | США     | Китай   |
| ---- | ------- | ------- | ------- |
| 2020 |         | 25.000  |         |
| 2021 | 27.687  | 161.529 | 200.131 |
| 2022 | 137,072 | 225,799 | 368,385 |
| 2023 |         | 284,498 |         |